# هندبال در المپیک تابستانی ۲۰۲۰ – مسابقات زنان
مسابقات زنان هندبال یکی از رویدادهای بازی‌های المپیک تابستانی ۲۰۲۰ است که از ۲۵ ژوئیه تا ۸ اوت ۲۰۲۱ در ورزشگاه ملی یویوگی، توکیو برگزار شد.

## مسابقات انتخابی
| رقابت                                  | تاریخ                      | میزبان     | سهمیه | تیم انتخاب شده   |
| -------------------------------------- | -------------------------- | ---------- | ----- | ---------------- |
| کشور میزبان                            | ۷ سپتامبر ۲۰۱۳             | —          | ۱     | ژاپن             |
| مسابقات قهرمانی هندبال زنان اروپا ۲۰۱۸ | ۲۹ نوامبر – ۱۶ دسامبر ۲۰۱۸ | فرانسه     | ۱     | فرانسه           |
| بازی‌های پان آمریکن ۲۰۱۹                | ۲۴–۳۰ ژوئیه ۲۰۱۹           | لیما       | ۱     | برزیل            |
| مسابقات انتخابی آسیا                   | ۲۳–۲۹ سپتامبر ۲۰۱۹         | چاجوا      | ۱     | کرهٔ جنوبی        |
| مسابقات انتخابی آفریقا                 | ۲۶–۲۹ سپتامبر ۲۰۱۹         | داکار      | ۱     | آنگولا           |
| مسابقات قهرمانی هندبال زنان جهان ۲۰۱۹  | ۲۹ نوامبر – ۱۵ دسامبر ۲۰۱۹ | ژاپن       | ۱     | هلند             |
| مسابقات انتخابی المپیک                 | ۱۹–۲۱ مارس ۲۰۲۱            | لیریا      | ۲     | اسپانیا · سوئد   |
| مسابقات انتخابی المپیک                 | ۱۹–۲۱ مارس ۲۰۲۱            | دیور       | ۲     | مجارستان · روسیه |
| مسابقات انتخابی المپیک                 | ۱۹–۲۱ مارس ۲۰۲۱            | پودگوریتسا | ۲     | مونته‌نگرو · نروژ |
| مجموع                                  |                            |            | ۱۲    |                  |

## سیدبندی
سیدبندی مسابقات در ۱۴ مارس ۲۰۲۱ اعلام شد.
| سید ۱          | سید ۲           | سید ۳           | سید ۴       | سید ۵              | سید ۶          |
| -------------- | --------------- | --------------- | ----------- | ------------------ | -------------- |
| هلند · اسپانیا | ROC · مونته‌نگرو | نروژ · مجارستان | سوئد · ژاپن | فرانسه · کرهٔ جنوبی | آنگولا · برزیل |

## مرحله گروهی
همه زمان‌ها براساس زمان استاندارد ژاپن است.

### گروه A
| رتبه | تیم       | بازی | برد | مساوی | باخت | گل زده | گل خورده | گل تفاضل | امتیاز | صلاحیت |
| ---- | --------- | ---- | --- | ----- | ---- | ------ | -------- | -------- | ------ | ------ |
| ۱    | نروژ      | ۵    | ۵   | ۰     | ۰    | ۱۷۰    | ۱۲۳      | ۴۷+      | ۱۰     | صعود   |
| ۲    | هلند      | ۵    | ۴   | ۰     | ۱    | ۱۶۹    | ۱۴۳      | ۲۶+      | ۸      | صعود   |
| ۳    | مونته‌نگرو | ۵    | ۲   | ۰     | ۳    | ۱۳۹    | ۱۴۲      | ۳−       | ۴      | صعود   |
| ۴    | کرهٔ جنوبی | ۵    | ۱   | ۱     | ۳    | ۱۴۷    | ۱۶۵      | ۱۸−      | ۳      | صعود   |
| ۵    | آنگولا    | ۵    | ۱   | ۱     | ۳    | ۱۳۰    | ۱۵۶      | ۲۶−      | ۳      |        |
| ۶    | ژاپن (H)  | ۵    | ۱   | ۰     | ۴    | ۱۲۴    | ۱۵۰      | ۲۶−      | ۲      |        |

| ۲۵ ژوئیه ۲۰۲۱ ۰۹:۰۰ | هلند | ۳۲–۲۱ | ژاپن | ورزشگاه ملی یویوگی، توکیو |
| ۲۵ ژوئیه ۲۰۲۱ ۰۹:۰۰ |      |       |      | ورزشگاه ملی یویوگی، توکیو |
| ۲۵ ژوئیه ۲۰۲۱ ۰۹:۰۰ |      |       |      | ورزشگاه ملی یویوگی، توکیو |

| ۲۵ ژوئیه ۲۰۲۱ ۱۴:۱۵ | مونته‌نگرو | ۳۳–۲۲ | آنگولا | ورزشگاه ملی یویوگی، توکیو |
| ۲۵ ژوئیه ۲۰۲۱ ۱۴:۱۵ |           |       |        | ورزشگاه ملی یویوگی، توکیو |
| ۲۵ ژوئیه ۲۰۲۱ ۱۴:۱۵ |           |       |        | ورزشگاه ملی یویوگی، توکیو |

| ۲۵ ژوئیه ۲۰۲۱ ۱۶:۱۵ | نروژ | ۳۹–۲۷ | کرهٔ جنوبی | ورزشگاه ملی یویوگی، توکیو |
| ۲۵ ژوئیه ۲۰۲۱ ۱۶:۱۵ |      |       |           | ورزشگاه ملی یویوگی، توکیو |
| ۲۵ ژوئیه ۲۰۲۱ ۱۶:۱۵ |      |       |           | ورزشگاه ملی یویوگی، توکیو |

| ۲۷ ژوئیه ۲۰۲۱ ۰۹:۰۰ | ژاپن | ۲۹–۲۶ | مونته‌نگرو | ورزشگاه ملی یویوگی، توکیو |
| ۲۷ ژوئیه ۲۰۲۱ ۰۹:۰۰ |      |       |           | ورزشگاه ملی یویوگی، توکیو |
| ۲۷ ژوئیه ۲۰۲۱ ۰۹:۰۰ |      |       |           | ورزشگاه ملی یویوگی، توکیو |

| ۲۷ ژوئیه ۲۰۲۱ ۱۶:۱۵ | کرهٔ جنوبی | ۳۶–۴۳ | هلند | ورزشگاه ملی یویوگی، توکیو |
| ۲۷ ژوئیه ۲۰۲۱ ۱۶:۱۵ |           |       |      | ورزشگاه ملی یویوگی، توکیو |
| ۲۷ ژوئیه ۲۰۲۱ ۱۶:۱۵ |           |       |      | ورزشگاه ملی یویوگی، توکیو |

| ۲۷ ژوئیه ۲۰۲۱ ۱۹:۳۰ | آنگولا | ۲۱–۳۰ | نروژ | ورزشگاه ملی یویوگی، توکیو |
| ۲۷ ژوئیه ۲۰۲۱ ۱۹:۳۰ |        |       |      | ورزشگاه ملی یویوگی، توکیو |
| ۲۷ ژوئیه ۲۰۲۱ ۱۹:۳۰ |        |       |      | ورزشگاه ملی یویوگی، توکیو |

| ۲۹ ژوئیه ۲۰۲۱ ۰۹:۰۰ | هلند | ۳۷–۲۸ | آنگولا | ورزشگاه ملی یویوگی، توکیو |
| ۲۹ ژوئیه ۲۰۲۱ ۰۹:۰۰ |      |       |        | ورزشگاه ملی یویوگی، توکیو |
| ۲۹ ژوئیه ۲۰۲۱ ۰۹:۰۰ |      |       |        | ورزشگاه ملی یویوگی، توکیو |

| ۲۹ ژوئیه ۲۰۲۱ ۱۴:۱۵ | ژاپن | ۲۴–۲۷ | کرهٔ جنوبی | ورزشگاه ملی یویوگی، توکیو |
| ۲۹ ژوئیه ۲۰۲۱ ۱۴:۱۵ |      |       |           | ورزشگاه ملی یویوگی، توکیو |
| ۲۹ ژوئیه ۲۰۲۱ ۱۴:۱۵ |      |       |           | ورزشگاه ملی یویوگی، توکیو |

| ۲۹ ژوئیه ۲۰۲۱ ۱۶:۱۵ | مونته‌نگرو | ۲۳–۳۵ | نروژ | ورزشگاه ملی یویوگی، توکیو |
| ۲۹ ژوئیه ۲۰۲۱ ۱۶:۱۵ |           |       |      | ورزشگاه ملی یویوگی، توکیو |
| ۲۹ ژوئیه ۲۰۲۱ ۱۶:۱۵ |           |       |      | ورزشگاه ملی یویوگی، توکیو |

| ۳۱ ژوئیه ۲۰۲۱ ۰۹:۰۰ | آنگولا | ۲۸–۲۵ | ژاپن | ورزشگاه ملی یویوگی، توکیو |
| ۳۱ ژوئیه ۲۰۲۱ ۰۹:۰۰ |        |       |      | ورزشگاه ملی یویوگی، توکیو |
| ۳۱ ژوئیه ۲۰۲۱ ۰۹:۰۰ |        |       |      | ورزشگاه ملی یویوگی، توکیو |

| ۳۱ ژوئیه ۲۰۲۱ ۱۱:۰۰ | مونته‌نگرو | ۲۸–۲۶ | کرهٔ جنوبی | ورزشگاه ملی یویوگی، توکیو |
| ۳۱ ژوئیه ۲۰۲۱ ۱۱:۰۰ |           |       |           | ورزشگاه ملی یویوگی، توکیو |
| ۳۱ ژوئیه ۲۰۲۱ ۱۱:۰۰ |           |       |           | ورزشگاه ملی یویوگی، توکیو |

| ۳۱ ژوئیه ۲۰۲۱ ۲۱:۳۰ | نروژ | ۲۹–۲۷ | هلند | ورزشگاه ملی یویوگی، توکیو |
| ۳۱ ژوئیه ۲۰۲۱ ۲۱:۳۰ |      |       |      | ورزشگاه ملی یویوگی، توکیو |
| ۳۱ ژوئیه ۲۰۲۱ ۲۱:۳۰ |      |       |      | ورزشگاه ملی یویوگی، توکیو |

| ۲ اوت ۲۰۲۱ ۰۹:۰۰ | کرهٔ جنوبی | ۳۱–۳۱ | آنگولا | ورزشگاه ملی یویوگی، توکیو |
| ۲ اوت ۲۰۲۱ ۰۹:۰۰ |           |       |        | ورزشگاه ملی یویوگی، توکیو |
| ۲ اوت ۲۰۲۱ ۰۹:۰۰ |           |       |        | ورزشگاه ملی یویوگی، توکیو |

| ۲ اوت ۲۰۲۱ ۱۹:۳۰ | هلند | ۳۰–۲۹ | مونته‌نگرو | ورزشگاه ملی یویوگی، توکیو |
| ۲ اوت ۲۰۲۱ ۱۹:۳۰ |      |       |           | ورزشگاه ملی یویوگی، توکیو |
| ۲ اوت ۲۰۲۱ ۱۹:۳۰ |      |       |           | ورزشگاه ملی یویوگی، توکیو |

| ۲ اوت ۲۰۲۱ ۲۱:۳۰ | نروژ | ۳۷–۲۵ | ژاپن | ورزشگاه ملی یویوگی، توکیو |
| ۲ اوت ۲۰۲۱ ۲۱:۳۰ |      |       |      | ورزشگاه ملی یویوگی، توکیو |
| ۲ اوت ۲۰۲۱ ۲۱:۳۰ |      |       |      | ورزشگاه ملی یویوگی، توکیو |

### گروه B
| رتبه | تیم      | بازی | برد | مساوی | باخت | گل زده | گل خورده | گل تفاضل | امتیاز | صلاحیت |
| ---- | -------- | ---- | --- | ----- | ---- | ------ | -------- | -------- | ------ | ------ |
| ۱    | سوئد     | ۵    | ۳   | ۱     | ۱    | ۱۵۲    | ۱۳۳      | ۱۹+      | ۷      | صعود   |
| ۲    | ROC      | ۵    | ۳   | ۱     | ۱    | ۱۴۸    | ۱۴۹      | ۱−       | ۷      | صعود   |
| ۳    | فرانسه   | ۵    | ۲   | ۱     | ۲    | ۱۳۹    | ۱۳۵      | ۴+       | ۵      | صعود   |
| ۴    | مجارستان | ۵    | ۲   | ۰     | ۳    | ۱۴۲    | ۱۴۹      | ۷−       | ۴      | صعود   |
| ۵    | اسپانیا  | ۵    | ۲   | ۰     | ۳    | ۱۳۵    | ۱۴۲      | ۷−       | ۴      |        |
| ۶    | برزیل    | ۵    | ۱   | ۱     | ۳    | ۱۳۳    | ۱۴۱      | ۸−       | ۳      |        |

| ۲۵ ژوئیه ۲۰۲۱ ۱۱:۰۰ | ROC | ۲۴–۲۴ | برزیل | ورزشگاه ملی یویوگی، توکیو |
| ۲۵ ژوئیه ۲۰۲۱ ۱۱:۰۰ |     |       |       | ورزشگاه ملی یویوگی، توکیو |
| ۲۵ ژوئیه ۲۰۲۱ ۱۱:۰۰ |     |       |       | ورزشگاه ملی یویوگی، توکیو |

| ۲۵ ژوئیه ۲۰۲۱ ۱۹:۳۰ | اسپانیا | ۲۴–۳۱ | سوئد | ورزشگاه ملی یویوگی، توکیو |
| ۲۵ ژوئیه ۲۰۲۱ ۱۹:۳۰ |         |       |      | ورزشگاه ملی یویوگی، توکیو |
| ۲۵ ژوئیه ۲۰۲۱ ۱۹:۳۰ |         |       |      | ورزشگاه ملی یویوگی، توکیو |

| ۲۵ ژوئیه ۲۰۲۱ ۲۱:۳۰ | مجارستان | ۲۹–۳۰ | فرانسه | ورزشگاه ملی یویوگی، توکیو |
| ۲۵ ژوئیه ۲۰۲۱ ۲۱:۳۰ |          |       |        | ورزشگاه ملی یویوگی، توکیو |
| ۲۵ ژوئیه ۲۰۲۱ ۲۱:۳۰ |          |       |        | ورزشگاه ملی یویوگی، توکیو |

| ۲۷ ژوئیه ۲۰۲۱ ۱۱:۰۰ | برزیل | ۳۳–۲۷ | مجارستان | ورزشگاه ملی یویوگی، توکیو |
| ۲۷ ژوئیه ۲۰۲۱ ۱۱:۰۰ |       |       |          | ورزشگاه ملی یویوگی، توکیو |
| ۲۷ ژوئیه ۲۰۲۱ ۱۱:۰۰ |       |       |          | ورزشگاه ملی یویوگی، توکیو |

| ۲۷ ژوئیه ۲۰۲۱ ۱۴:۱۵ | سوئد | ۳۶–۲۴ | ROC | ورزشگاه ملی یویوگی، توکیو |
| ۲۷ ژوئیه ۲۰۲۱ ۱۴:۱۵ |      |       |     | ورزشگاه ملی یویوگی، توکیو |
| ۲۷ ژوئیه ۲۰۲۱ ۱۴:۱۵ |      |       |     | ورزشگاه ملی یویوگی، توکیو |

| ۲۷ ژوئیه ۲۰۲۱ ۲۱:۳۰ | فرانسه | ۲۵–۲۸ | اسپانیا | ورزشگاه ملی یویوگی، توکیو |
| ۲۷ ژوئیه ۲۰۲۱ ۲۱:۳۰ |        |       |         | ورزشگاه ملی یویوگی، توکیو |
| ۲۷ ژوئیه ۲۰۲۱ ۲۱:۳۰ |        |       |         | ورزشگاه ملی یویوگی، توکیو |

| ۲۹ ژوئیه ۲۰۲۱ ۱۱:۰۰ | اسپانیا | ۲۷–۲۳ | برزیل | ورزشگاه ملی یویوگی، توکیو |
| ۲۹ ژوئیه ۲۰۲۱ ۱۱:۰۰ |         |       |       | ورزشگاه ملی یویوگی، توکیو |
| ۲۹ ژوئیه ۲۰۲۱ ۱۱:۰۰ |         |       |       | ورزشگاه ملی یویوگی، توکیو |

| ۲۹ ژوئیه ۲۰۲۱ ۱۹:۳۰ | مجارستان | ۳۱–۳۸ | ROC | ورزشگاه ملی یویوگی، توکیو |
| ۲۹ ژوئیه ۲۰۲۱ ۱۹:۳۰ |          |       |     | ورزشگاه ملی یویوگی، توکیو |
| ۲۹ ژوئیه ۲۰۲۱ ۱۹:۳۰ |          |       |     | ورزشگاه ملی یویوگی، توکیو |

| ۲۹ ژوئیه ۲۰۲۱ ۲۱:۳۰ | سوئد | ۲۸–۲۸ | فرانسه | ورزشگاه ملی یویوگی، توکیو |
| ۲۹ ژوئیه ۲۰۲۱ ۲۱:۳۰ |      |       |        | ورزشگاه ملی یویوگی، توکیو |
| ۲۹ ژوئیه ۲۰۲۱ ۲۱:۳۰ |      |       |        | ورزشگاه ملی یویوگی، توکیو |

| ۳۱ ژوئیه ۲۰۲۱ ۱۴:۱۵ | ROC | ۲۸–۲۷ | فرانسه | ورزشگاه ملی یویوگی، توکیو |
| ۳۱ ژوئیه ۲۰۲۱ ۱۴:۱۵ |     |       |        | ورزشگاه ملی یویوگی، توکیو |
| ۳۱ ژوئیه ۲۰۲۱ ۱۴:۱۵ |     |       |        | ورزشگاه ملی یویوگی، توکیو |

| ۳۱ ژوئیه ۲۰۲۱ ۱۶:۱۵ | برزیل | ۳۱–۳۴ | سوئد | ورزشگاه ملی یویوگی، توکیو |
| ۳۱ ژوئیه ۲۰۲۱ ۱۶:۱۵ |       |       |      | ورزشگاه ملی یویوگی، توکیو |
| ۳۱ ژوئیه ۲۰۲۱ ۱۶:۱۵ |       |       |      | ورزشگاه ملی یویوگی، توکیو |

| ۳۱ ژوئیه ۲۰۲۱ ۱۹:۳۰ | مجارستان | ۲۹–۲۵ | اسپانیا | ورزشگاه ملی یویوگی، توکیو |
| ۳۱ ژوئیه ۲۰۲۱ ۱۹:۳۰ |          |       |         | ورزشگاه ملی یویوگی، توکیو |
| ۳۱ ژوئیه ۲۰۲۱ ۱۹:۳۰ |          |       |         | ورزشگاه ملی یویوگی، توکیو |

| ۲ اوت ۲۰۲۱ ۱۱:۰۰ | فرانسه | ۲۹–۲۲ | برزیل | ورزشگاه ملی یویوگی، توکیو |
| ۲ اوت ۲۰۲۱ ۱۱:۰۰ |        |       |       | ورزشگاه ملی یویوگی، توکیو |
| ۲ اوت ۲۰۲۱ ۱۱:۰۰ |        |       |       | ورزشگاه ملی یویوگی، توکیو |

| ۲ اوت ۲۰۲۱ ۱۴:۱۵ | اسپانیا | ۳۱–۳۴ | ROC | ورزشگاه ملی یویوگی، توکیو |
| ۲ اوت ۲۰۲۱ ۱۴:۱۵ |         |       |     | ورزشگاه ملی یویوگی، توکیو |
| ۲ اوت ۲۰۲۱ ۱۴:۱۵ |         |       |     | ورزشگاه ملی یویوگی، توکیو |

| ۲ اوت ۲۰۲۱ ۱۶:۱۵ | مجارستان | ۲۶–۲۳ | سوئد | ورزشگاه ملی یویوگی، توکیو |
| ۲ اوت ۲۰۲۱ ۱۶:۱۵ |          |       |      | ورزشگاه ملی یویوگی، توکیو |
| ۲ اوت ۲۰۲۱ ۱۶:۱۵ |          |       |      | ورزشگاه ملی یویوگی، توکیو |

## مرحله حذفی
|  | Quarterfinals | Quarterfinals |          |    | Semifinals   | Semifinals   |  |  | Gold medal | Gold medal |
|  |               |               |          |    |              |              |  |  |            |            |
|  | 4 August      |               |          |    |              |              |  |  |            |            |
|  |               |               |          |    |              |              |  |  |            |            |
|  | نروژ          | 26            |          |    |              |              |  |  |            |            |
|  | نروژ          | 26            | 6 August |    |              |              |  |  |            |            |
|  | مجارستان      | 22            |          |    |              |              |  |  |            |            |
|  | مجارستان      | 22            | نروژ     | 26 |              |              |  |  |            |            |
|  | 4 August      |               | نروژ     | 26 |              |              |  |  |            |            |
|  |               | ROC           | 27       |    |              |              |  |  |            |            |
|  | مونته‌نگرو     | ROC           | 27       | 26 |              |              |  |  |            |            |
|  | مونته‌نگرو     |               | 8 August | 26 |              |              |  |  |            |            |
|  | ROC           | 32            |          |    |              |              |  |  |            |            |
|  | ROC           | 32            | ROC      | 25 |              |              |  |  |            |            |
|  | 4 August      |               | ROC      | 25 |              |              |  |  |            |            |
|  |               | فرانسه        | 30       |    |              |              |  |  |            |            |
|  | فرانسه        | فرانسه        | 30       | 32 |              |              |  |  |            |            |
|  | فرانسه        | 6 August      |          | 32 |              |              |  |  |            |            |
|  | هلند          | 22            |          |    |              |              |  |  |            |            |
|  | هلند          | 22            | فرانسه   | 29 |              |              |  |  |            |            |
|  | 4 August      |               | فرانسه   | 29 |              |              |  |  |            |            |
|  |               | سوئد          | 27       |    | Bronze medal | Bronze medal |  |  |            |            |
|  | سوئد          | سوئد          | 27       | 39 | Bronze medal | Bronze medal |  |  |            |            |
|  | سوئد          |               | 8 August | 39 |              |              |  |  |            |            |
|  | کرهٔ جنوبی     | 30            |          |    |              |              |  |  |            |            |
|  | کرهٔ جنوبی     | 30            | نروژ     | 36 |              |              |  |  |            |            |
|  |               |               |          |    |              |              |  |  |            |            |
|  | سوئد          | 19            |          |    |              |              |  |  |            |            |
|  | سوئد          | 19            |          |    |              |              |  |  |            |            |